# Teste Z

Função de densidade de probabilidade para a distribuição normal.

Teste Z é qualquer teste estatístico no qual a distribuição do teste estatístico sob a hipótese nula pode ser aproximada por uma distribuição normal. É um teste estatístico usado para inferência, capaz de determinar se a diferença entre a média da amostra e da população é grande o suficiente para ser significativa estatisticamente.
Por conta do teorema central do limite, muitos testes estatísticos são normalmente distribuídos para grandes amostras. Para cada nível de significância, o Teste Z tem um único valor crítico, o que torna o teste mais conveniente que o Teste T de Student que tem valores críticos separados para cada tamanho de amostra. Assim, muitos testes estatísticos podem ser realizados como testes Z aproximados se: o tamanho da amostra é grande ou a variância da população é conhecida.Se a variância da população é desconhecida (tendo que ser estimada a partir da amostra) e o tamanho da amostra é pequeno (n < 30), o teste T de Student pode ser mais apropriado.